# Роздражев (гміна)
Гміна Роздражев (пол. Gmina Rozdrażew) — сільська гміна у північно-західній Польщі. Належить до Кротошинського повіту Великопольського воєводства.
Станом на 31 грудня 2011 у гміні проживало 5193 особи.

## Територія
Згідно з даними за 2007 рік площа гміни становила 79.47 км², у тому числі:
- орні землі: 92.00%
- ліси: 0.00%

Таким чином, площа гміни становить 11.13% площі повіту.

## Населення
Станом на 31 грудня 2011:
| Опис     | Загалом | Загалом | Чоловіки | Чоловіки | Жінки | Жінки |
| -------- | ------- | ------- | -------- | -------- | ----- | ----- |
| одиниця  | осіб    | %       | осіб     | %        | осіб  | %     |
| все      | 5193    | 100     | 2573     | 49.55    | 2620  | 50.45 |
| міське   | 0       | 100     | 0        |          | 0     |       |
| сільське | 5193    | 100     | 2573     | 49.55    | 2620  | 50.45 |

## Сусідні гміни
Гміна Роздражев межує з такими гмінами: Добжиця, Козьмін-Велькопольський, Кротошин.